# 艾瑞克·艾佛哈德
米切尔·哈特韦尔（英語：Mitchell Hartwell；1976年12月2日—），艺名埃里克·埃弗哈德（英語：Erik Everhard），是加拿大色情演員與導演。

## 生平
1995年，艾佛哈德搬至溫哥華進入大學就讀，並首度進入成人影界。1999年，為了追尋成人業界的工作他搬至洛杉磯。
2002年的訪談中，他表示他並不是為了金錢而是因為享受性愛才進入成人業界，並表示他十分享受鏡頭以外的性愛與自慰。
艾佛哈德的成人影星之路始於加拿大，在朋友與同事的鼓勵下，他決定前往美國工作。他在美國的第一支影片是知名費城導演朱爾斯·喬丹（Jules Jordan）。
抵達美國後，艾佛哈德獲得生動娛樂（Vivid Entertainment）、惡魔天使（Evil Angel）等公司的演出機會。2001年起，他開始嘗試導演工作拍攝影片。
2003年，他與紅燈區影業（Red Light District Video）簽下合約。2005年，他離開紅燈區並控高公司違約，最終獲得勝訴。,他之後與惡魔天使簽下合約。在為惡魔天使拍攝數部影片後，艾佛哈德再度與朱爾斯·喬丹合作。

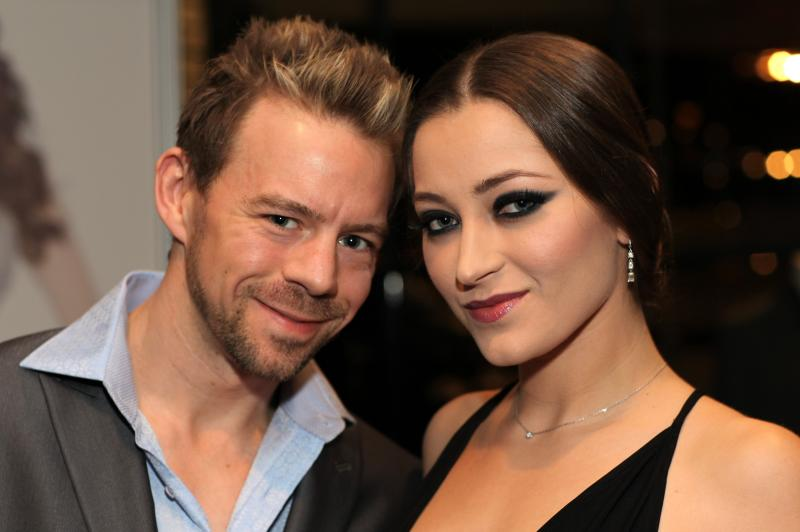
2013年成人影帶新聞獎典禮上與戴妮·丹尼爾絲的合影。

## 獎項
- 2007年成人影帶新聞獎－最佳團體性愛場景（錄影帶）－《Fashionistas Safado: The Challenge》
- 2007年成人影帶新聞獎－最佳外國作品性愛場景－《Outnumbered 4－《[4]
- 2007年亞當影片世界指南獎（Adam Film World Guide Award）－年度男表演者[5]
- 2010年成人影帶新聞獎－最佳肛交性愛場景－《Anal Cavity Search 6'》
- 2010年成人影帶新聞獎－最佳主觀視角作品－《Anal Prostitutes on Video 6》[6]
- 2010年X級評論組織名人堂[7]
- 2011年成人影帶新聞獎－最佳雙插性愛場景－《Asa Akira Is Insatiable》[8]
- 2012年 成人影帶新聞獎 – 最佳POV（英语：Point of view pornography）發行 – 《Double Vision 3》[9]
- 2012年 成人影帶新聞獎 – 最佳群交場景 – 《Asa Akira Is Insatiable 2》(與 阿薩·阿基拉、托尼·列巴斯（英语：Toni Ribas）、丹尼·山峰、Jon Jon、Broc Adams、雷蒙·諾馬（英语：Ramon Nomar）、約翰·史壯（英语：John Strong (pornographic actor)）)[9]
- 2012年 成人影帶新聞獎 – 最佳PPOV（英语：Point of view pornography） 性愛場景 –《Double Vision 3》(與安迪·聖迪瑪斯、芭比·史塔（英语：Bobbi Starr）)[9]
- 2012年 成人影帶新聞獎名人堂（英语：List of members of the AVN Hall of Fame）成員[10]
- 2013年 成人影帶新聞獎 – 最佳群交場景 – 《Asa Akira Is Insatiable 3》(與 阿薩·阿基拉、雷蒙·諾馬（英语：Ramon Nomar）、米克·布魯（英语：Mick Blue）)[11]
- 2013年 夜遊成人娛樂獎 – 最佳男演員 (Editor’s Choice)[12]
- 2013年 成人產業獎 – 最佳場景 (Vignette Release) – 《In Riley's Panties》(與雷麗·斯蒂爾)[13]
- 2013年 成人影帶新聞獎 – 最佳POV（英语：Point of view pornography）發行 – 《Eye Fucked Them All》[11]

## 外部連結
- Erik Everhard在互联网电影资料库（IMDb）上的資料（英文）
- Erik Everhard在網際網路成人電影資料庫
- 成人電影資料庫上Erik Everhard的资料（英文）